# Apasági vélelem
Az apasági vélelem (vagy apaság vélelme) egy  törvényi vélelem, amely kimondja azt, hogy az ellenkező bizonyításáig  kit kell a gyermek apjának tekinteni. Az apasági vélelmet polgári bíróságnál indított peren kívüli eljárásban lehet megdönteni.

## A magyar jogban
A 2013. évi V. törvény (Polgári törvénykönyv) X. Címe a leszármazáson alapuló rokoni kapcsolat körében szabályozza az apai jogállás keletkezését (IX. Fejezet) és az anyai jogállás keletkezését.

### Az apai jogállás keletkezése
Az apai jogállást az alábbi tények valamelyike keletkezteti:
- a) a házassági kötelék;
- b) élettársak esetén emberi reprodukcióra irányuló különleges eljárás (a továbbiakban: reprodukciós eljárás);
- c) az apai elismerő nyilatkozat; vagy
- d) bírósági határozat keletkeztet.[1]

### Fajtái

#### A házasságon alapuló apasági vélelem
A gyermek apjának – ha e törvény eltérően nem rendelkezik – azt a férfit kell tekinteni, akivel az anya a gyermek fogamzási idejének kezdetétől a gyermek születéséig eltelt idő vagy annak legalább egy része alatt házassági kötelékben állt. A házasság érvénytelensége az apaság vélelmét nem érinti.
A vélelmezett fogamzási idő a gyermek születésének napjától visszafelé számított 182. és 300. nap között eltelt idő, mind a két határnap hozzászámításával. Bizonyítani lehet, hogy a gyermek fogamzása a vélelmezett fogamzási idő előtt vagy után történt.
Ha a nő házasságának megszűnése után újból házasságot kötött, az újabb házasságának fennállása alatt született gyermeke apjának akkor is az újabb férjet kell tekinteni, ha a korábbi házasság megszűnése és a gyermek születése közt háromszáz nap nem telt el. Ha ez a vélelem megdől, a gyermek apjának a korábbi férjet kell tekinteni.

#### Reprodukciós eljáráson alapuló vélelem
Ha az apaság az anya házassági kötelékén alapuló vélelem alapján nem állapítható meg, a gyermek apjának kell tekinteni azt a férfit, aki az anyával – élettársi kapcsolatuk fennállása alatt – reprodukciós eljárásban vett részt és a származás a reprodukciós eljárás következménye.
Az anyának az eredményes reprodukciós eljárás lefolytatását követően a gyermek születéséig terjedő időszakban más férfival létrejött házassága a férj vonatkozásában apasági vélelmet nem keletkeztet.
Az anya élettársát kell az (1) bekezdésben foglaltak szerint a gyermek apjának tekinteni akkor is, ha az anya korábbi házasságának megszűnésétől a reprodukciós eljárásból származó gyermek megszületéséig a vélelmezett fogamzási idő nem telt el. Az ellenkező bizonyításáig a  gyermek apjának azt a férfit kell tekinteni, akivel az anya a fogamzási idő kezdetétől a gyermek megszületéséig eltelt idő vagy ezen időszaknak legalább egy része alatt házassági kötelékben állt.

#### Apai elismerő nyilatkozaton alapuló vélelem
Ha az anya a fogamzási idő kezdetétől a gyermek születéséig eltelt idő vagy annak egy része alatt nem állott házassági kötelékben, és apasági vélelmet keletkeztető reprodukciós eljárásban sem vett részt, vagy ha az apaság vélelme megdőlt, a gyermek apjának kell tekinteni azt a férfit, aki a gyermeket teljes hatályú apai elismerő nyilatkozattal a magáénak ismerte el.  Apai elismerő nyilatkozatot a gyermeknél legalább 16 évvel idősebb férfi tehet.
Apai elismerő nyilatkozat a gyermek fogamzási idejének kezdetétől tehető. Ha az apai elismerő nyilatkozat megtételére a gyermek születése előtt kerül sor, a nyilatkozat a gyermek megszületésekor válik teljes hatályúvá.
Az apai elismerő nyilatkozatot személyesen lehet megtenni. A korlátozottan cselekvőképes kiskorú vagy a cselekvőképességében a származás megállapításával összefüggő jognyilatkozatok tekintetében részlegesen korlátozott személy apai elismerő nyilatkozata akkor érvényes, ha ahhoz törvényes képviselője hozzájárult. Ha a törvényes képviselő a nyilatkozattételben tartósan akadályozott, vagy a hozzájárulást nem adja meg, azt a gyámhatóság hozzájárulása pótolhatja.
Az apai elismerő nyilatkozat teljes hatályához szükséges az anyának, a kiskorú gyermek törvényes képviselőjének és – ha a gyermek a tizennegyedik életévét betöltötte – a gyermeknek a hozzájárulása. Ha az anya a gyermek törvényes képviselője, a hozzájárulást e minőségében is megadhatja, kivéve, ha az anya és a gyermek között érdekellentét áll fenn. Ebben az esetben a gyámhatóság a kiskorú gyermek törvényes képviseletére eseti gyámot rendel. Ha az anya vagy a gyermek nem él vagy nyilatkozatában tartósan gátolva van, a hozzájárulást a gyámhatóság adja meg.
Ha az apai elismerő nyilatkozat megtételekor más férfi apaságának megállapítása iránt per van folyamatban, az apai elismerő nyilatkozat – az (5) bekezdésben meghatározott hozzájáruló nyilatkozatok megléte esetén is – akkor válik teljes hatályúvá, ha a per jogerős befejezésére az apaság megállapítása nélkül kerül sor.
Ha a teljes hatályú apai elismerő nyilatkozat megtételére nagykorú gyermek esetében kerül sor, a gyermek nyilatkozhat, hogy a vér szerinti apa családi nevét kívánja-e a továbbiakban viselni vagy az addig viselt családi nevét viseli tovább. Nyilatkozat hiányában a gyermek nevét az apaság vélelme nem érinti.

#### Bírósági határozaton alapuló vélelem
Ha a gyermek apja sem az anya házassági köteléke, sem reprodukciós eljárás, sem teljes hatályú apai elismerés alapján nem állapítható meg, az apaságot bírósági úton lehet megállapítani.
A bíróság a gyermek apjának nyilvánítja azt a férfit, aki az anyával a fogamzási időben nemileg érintkezett, és az összes körülmény gondos mérlegelése alapján alaposan következtethető, hogy a gyermek ebből az érintkezésből származik.
Ha az apaság bírósági megállapítására nagykorú gyermek esetén került sor, a gyermek nyilatkozhat, hogy a vér szerinti apa családi nevét kívánja-e viselni vagy az addig viselt családi nevét viseli-e tovább. Nyilatkozat hiányában a gyermek nevét az apaság vélelme nem érinti.
Az apaságot megállapító ítélet mindenkivel szemben hatályos.

#### A  nyilvántartott élettársi kapcsolaton alapuló apasági vélelem
Az ellenkező bizonyításáig a  gyermek apjának azt a férfit kell tekinteni, akivel az anya a fogamzási idő kezdetétől a gyermek megszületéséig eltelt idő vagy ezen időszaknak legalább egy része alatt nyilvántartott élettársi kapcsolatban állt.

#### Egyéb esetek
Ha házassági kötelék nem állt fenn, akkor a gyermek apjának azt a férfit kell tekinteni, aki
- a gyermeket teljes hatályú apai elismerő nyilatkozattal a magáénak ismerte el, vagy
- azt, akit a bíróság jogerős ítéletével a gyermek apjának nyilvánított, avagy
- azt a férfit, aki a gyermek születése után a gyermek anyjával házasságot kötött.